# Henri Heinemann
Henri Heinemann, né le 17 février 1927 à Paris et mort le 13 août 2020 à Fussy, est un écrivain et critique littéraire français.

## Biographie

### Jeunesse et formation
Ce n'est qu'à l'âge adulte qu'il découvrit qu'il n'était pas le fils de l'homme qui vivait avec sa mère. Il entra à l’École normale d’instituteurs de Paris dont il sortit premier de sa promotion. Il entama ensuite des études de Lettres et devint professeur de collège. Il séjournait à la villa « les Mouettes » à Cayeux-sur-Mer durant une bonne partie de sa vie.

### Carrière professionnelle
Il exerça de hautes fonctions dans l’éducation populaire, puis se consacra aux relations internationales, aux côtés de Paul Delouvrier, ancien préfet, de Philippe Vianney, ancien résistant. Il accomplit alors des missions à l’étranger, à Moscou et en Ouzbékistan (1959), à Rome lors des Jeux olympiques de 1960, à Munich (1964), à Rome de nouveau (1965) et dans les quatre États de Scandinavie (1966).

### Carrière littéraire
Avant 1973, il avait publié Le Temps d’apprendre à vivre, poèmes, et Jean, tel qu’en lui-même, ouvrage à la mémoire de son frère, journaliste Quarantaine, poèmes.
En 1973, à l'âge de 46 ans, il commença à rédiger son journal. La même année, il devint secrétaire de plusieurs écrivains : François-Régis Bastide, Georges Conchon, Yves Navarre, Erik Orsenna, Suzanne Prou, Colette Audry... Il entra à l’Association internationale des critiques littéraires et sillonna l’Europe, l’Asie, l’Afrique. Il travailla entre autres pour le quotidien régional, Le Courrier picard.  
Henri Heinemann a publié plus d’une trentaine de livres : poésie, nouvelles, mélanges littéraires, romans, autobiographie, théâtre. Il a été longtemps secrétaire de l’Association des amis d’André Gide.

### Carrière politique
Il fut maire de Cayeux-sur-Mer de 1977 à 1983. 

### Hommage et distinction
Il est chevalier de l’Ordre national du Mérite, et chevalier des Arts et Lettres.

## Publications
Il a publié plus d’une trentaine de livres :
- Le temps d'apprendre à vivre (1970)
- Contes de la rose blanche (1971)
- Jean, tel qu’en lui-même (1972)
- Quarantaine (poèmes) (1974)
- Quatuor et élévation (1976)
- Redites-moi l'histoire (1976)
- La Course (1978)
- Je ne te parle que du ciel (1981)
- Philippe ou la Mémoire (1990)
- Le Moulin-vert (1991)
- L'heure obsidienne (1992)
- Le blé, l'ivraie (1993)
- Avant l'an neuf (1994)
- L'année du crabe (1996)
- Les années Batignolles (1997)
- Si peu que ce soit (1999)
- Scènes de la vie de Benoît (2001)
- Le cahier 22 (2003)
- Ouvre seulement les yeux (2004)
- Monsieur de Pont-Rémy (2005)
- Vingt ans (2006)
- Vers la dernière porte (2008)
- L'éternité pliée Tome I (2008)
- L'éternité pliée Tome II (2008)
- Graine de lumière (2010)
- Dialectique de l'instant (2011)
- Au fil de la vie (2011)
- Chants d'opale (2013)
- Le voyageur éparpillé (2015)
- Jeunesses (2015)
- Et puis (2016)
- Poèmes de Boisbelle et textes intimes (2017)